# Earshot
Earshot – zespół rockowy z USA.

## Historia
Debiutancki album zespołu Letting Go zawierał piosenkę „Get Away”, która była często puszczana w rozgłośniach radiowych. Z kolei piosenka „Headstrong” pojawiła się na soundtracku do filmu Królowa potępionych (Queen of the damned). Z kolei piosenka „Ordinary Girl” pojawiła się na soundtracku do gry Project Gotham Racing 2.
Drugi album zespołu Two zawierał hit „Wait”, który został wykorzystany na soundtrackach z gier Madden NFL 2005 oraz MX vs. ATV Unleashed.
Earshot występował na scenie z takimi zespołami jak: Staind, Kid Rock i Stone Temple Pilots.

## Aktualni członkowie
- Wil Martin – śpiew, gitara
- Johnny Sprague – gitara basowa
- Travis Arnold – perkusja

## Byli członkowie
- Guy Couturier – gitara basowa
- Scott Kohler – gitara
- Dieter Hartmann – perkusja
- Mike Callahan – gitara
- Chas Stumbo – perkusja

## Dyskografia

### Albumy
| # | Tytuł             | Rok  | Wytwórnia            |
| - | ----------------- | ---- | -------------------- |
| 1 | Letting Go        | 2002 | Warner Bros. Records |
| 2 | Two               | 2004 | Warner Bros. Records |
| 3 | The Silver Lining | 2008 | Warner Bros. Records |

### Single
| # | Tytuł        | Rok  | Album      |
| - | ------------ | ---- | ---------- |
| 1 | "Get Away"   | 2002 | Letting Go |
| 2 | "Not Afraid" | 2002 | Letting Go |
| 3 | "Wait"       | 2004 | Two        |
| 4 | "Someone"    | 2004 | Two        |

### Teledyski
| # | Tytuł        | Rok  | Album      |
| - | ------------ | ---- | ---------- |
| 1 | "Get Away"   | 2002 | Letting Go |
| 2 | "Not Afraid" | 2002 | Letting Go |
| 3 | "Wait"       | 2004 | Two        |